# CIVILIAN (バンド)
CIVILIAN（シヴィリアン）は、日本のロックバンド。ギターボーカル、ベース、ドラムの3人で構成されているスリーピースバンドである。2016年7月18日付でLyu:Lyu（リュリュ）からCIVILIANに改名した。同年11月23日、Sony Music Recordsよりメジャーデビュー。

## メンバー
| 名前                              | パート                                            | 生年月日 | 備考                                                        |
| --------------------------------- | ------------------------------------------------- | -------- | ----------------------------------------------------------- |
| コヤマヒデカズ（こやま ひでかず） | ボーカル＆ギター すべての楽曲の作詞、作曲を担当。 | 9月2日   | 本名 小山 秀和 東京都出身。 血液型O型。 身長163cm。         |
| 純市（じゅんいち）                | ベース担当。                                      | 6月24日  | 本名 加藤 純市 栃木県宇都宮市出身。 血液型A型。 身長160cm。 |
| 有田清幸（ありた きよゆき）       | ドラム担当。                                      | 5月18日  | 静岡県出身。 血液型B型。 身長173cm。                        |

## 来歴
2008年
2月、ソロで活動していたVo&Gtのコヤマが、同じ専門学校の卒業生であるBaの純市、Drの有田清幸に声を掛け、スリーピースバンドを結成。バンド名を付けずにスタジオで練習する日々が続くが、ライブ出演の際にバンド名を必要とし、数々の候補の中から「-itsuka-(イツカ)」に決定。
2月19日、名古屋HeartLand STUDIOにて初ライブ。当初はコヤマがソロで出演予定だったが、バンドを組んだので急遽三人で出演させてもらうことになり、急ピッチで曲作りをした。
8月14日、渋谷DeSeOのライブでバンド初のデモ音源「無題」を発売。完全自主制作かつ、ライブ会場限定販売にもかかわらず完売。
2009年
2月、「Lyu:Lyu」としてバンド名を改名し、本格的に活動を開始する。
10月18日、ライブ会場・タワーレコードオンライン期間限定販売で4曲入りシングル「カッターナイフと冷たい夜」をリリース。現在廃盤となっている。
2010年
7月3日、初のワンマンライブ「カッターナイフと冷たい夜」開催。
8月4日、1stミニアルバム「32:43」をリリース。
2011年
5月11日、シングル「嘘と朝日」を数量限定生産・全国のタワーレコード限定でリリース。現在廃盤となっている。
6月19日、初の自主企画「Lyu:Lyu presents INCIDENT619 vol.1」開催。
7月6日、2ndミニアルバム「太陽になろうとした鵺」をリリース。
2012年
5月16日、3rdミニアルバム「プシュケの血の跡」をリリース。
2013年
3月20日、初のフルアルバム「君と僕と世界の心的ジスキネジア」をSPACE SHOWER MUSICよりリリース。
7月17日、iTunes Store、Amazon、moraにて配信限定で「Seeds」をリリース。石ノ森章太郎による日本の名作SF漫画「サイボーグ009」のアメコミ版「サイボーグ009 USAエディション」の主題歌として書き下ろした。
9月11日、シングル「潔癖不感症」を数量限定生産・全国のタワーレコード限定でリリース。
9月25日、WHAT's IN? WEBでコヤマ執筆の短編小説「ディストーテッド・アガペー」(全5回)連載開始。
2014年
5月7日、4thミニアルバム「GLORIA QUALIA」をリリース。
5月25日、WHAT's IN? WEBでコヤマ執筆の短編小説「続・ディストーテッド・アガペー」(全5回)連載開始。
7月23日、SHUNのシングル「Never Change feat.Lyu:Lyu」に参加。テレビ東京系アニメ「NARUTO -ナルト- 疾風伝」(367話～379話)のエンディングテーマに起用される。
9月24日、数量限定生産シングル「ディストーテッド・アガペー」をリリース。
2015年
3月4日、ライブDVD「Lyu:Lyu ONE MAN LIVE 2014 「ディストーテッド・アガペーの世界」」をリリース。
2016年
7月18日、バンド名を「CIVILIAN」（シヴィリアン）に改名。
11月23日、シングル「愛/憎」でSony Music Recordsよりメジャーデビュー。
リード曲の「愛/憎」はドラマ「黒い十人の女」のために、脚本を読んでコヤマが書き下ろした楽曲である。
2017年
3月1日、アニメ「ALL OUT!!」オープニングテーマとなる、セカンドシングル「生者ノ行進（せいじゃのこうしん）」をリリース。
5月18日～5月25日、東名阪ワンマンツアー「Hello,civilians.」開催。
7月7日、CIVILIAN初のレギュラーラジオ番組「TALKING CIVILIANS」がZIP FMで放送開始。
7月18日、改名1周年ライブ「CIVILIAN 1st Anniversary Live "ONE"」を新代田FEVERで開催。
8月2日、3rd シングル「顔」をリリース。表題曲「顔」のミュージックビデオには篠原ともえが出演。篠原自ら監督に志願し前髪を15cm切るなど、アイデアを提案し、積極的に作品作りへ参加し完成した。
11月8日、テレビアニメ『将国のアルタイル』第2クールオープニングテーマとなる、4th シングル「赫色-akairo-」をリリース。
11月18日～12月21日、全国8ヶ所をまわるワンマンツアー『CIVILIAN ONE MAN Tour「Hello,civilians.～全国編～」』を開催。
11月22日、メジャー1stフルアルバム「eve」リリース。アルバムのリリースは改名前のLyu:Lyu時代にリリースしたミニアルバムから約2年半年振り。フルアルバムは約4年8ヶ月振り。
2018年
5月16日～5月25日、Lyu:Lyu時代に開催していたイベント「INCIDENT619」を開催。新たな試みとして、5月16日 東京公演に中田裕二、18日 名古屋公演にさユり、25日 大阪公演にはGARNiDELiAを迎え、それぞれのバックバンドをCIVILAN自らが務めた。
7月18日、改名2周年ライブ「CIVILIAN 2nd Anniversary Live "TWO"」を渋谷WWWで開催。
8月8日、スマートフォン用ゲームアプリ「スターオーシャン：アナムネシス」第二章『-Twin Eclipse-』のテーマソングとなる、5th シングル「何度でも」をリリース。

## 概要
- 「君と僕と世界の心的ジスキネジア」、「潔癖不感症」のジャケットイラストは絵で音楽に携わる「フクザワ」が手掛けている。
- 「君と僕と世界の心的ジスキネジア」に収録されている「文学少年の憂鬱」と「アノニマス」「暁」は全てのパートが再録である。
- コヤマヒデカズデザインのキャラクター「メリィちゃん」というキャラクターのオフィシャルグッズがある。

## ディスコグラフィー

### シングル

#### 配信
| 発売日        | タイトル                   | 配信サイト                 |
| Lyu:Lyu 名義  | Lyu:Lyu 名義               | Lyu:Lyu 名義               |
| ------------- | -------------------------- | -------------------------- |
| 2013年7月17日 | Seeds                      | iTunes Store、Amazon、mora |
| CIVILIAN 名義 |                            |                            |
| 2019年1月18日 | campanula                  |                            |
| 2019年2月23日 | 僕ラノ承認戦争 feat.majiko |                            |
| 2021年4月25日 | 導                         |                            |
| 2023年4月15日 | déclassé                   |                            |

#### 特典・限定

##### CD
- 『Lyu:Lyuラジオ「プシュケの血の跡　全曲解説」CD』

3rdミニアルバム『プシュケの血の跡』の法人別初回特典。HMVオンライン限定。
一節の直筆歌詞とメンバーのサインが入っている。シリアルナンバー付で枚数限定。
- 『「黒煙」コヤマヒデカズ remix』

1stフルアルバム『君と世界の心的ジスキネジア』の法人別初回特典。ヴィレッジヴァンガード限定。
- 『爆弾がいつかこの街に(DEMO)』

2013年に開催された全国ワンマンツアー『The 1st"Best of Lyu:Lyu"tour』の先行チケットの購入者特典。

##### DVD
- 『1/23＠府中ワンマンライブ映像収録DVD』

3rdミニアルバム『プシュケの血の跡』の法人別初回特典。タワーレコード限定。
2012年1月23日に府中の森芸術劇場で行ったワンマンライブ『Lyu:Lyu meets ESS8th　Resonance-共鳴-』のライブ映像。
収録内容は『カッターナイフと冷たい夜』と『花よ花よ』の2曲。
- 『未発表ライブ映像＆PV収録 DVD-R』

3rdミニアルバム『プシュケの血の跡』の法人別初回特典。タワーレコードオンライン限定で抽選で50名に配布。
2012年1月23日に府中の森芸術劇場で行ったワンマンライブ『Lyu:Lyu meets ESS8th　Resonance-共鳴-』のライブ映像。
収録内容は『生命線上の8ビート』のライブ映像と『アノニマス』のPV。
DVD-Rにはメンバー全員のサインが入っていた。
- 『「黒煙」Music Video収録DVD』

1stフルアルバム『君と世界の心的ジスキネジア』の法人別初回特典。アニメイト限定。
- 『「回転」Music Video収録DVD』

1stフルアルバム『君と世界の心的ジスキネジア』の法人別初回特典。タワーレコード店舗・オンライン限定。

## 動画

### ミュージックビデオ
| 公開日     | 監督                    | 曲名                            | 再生数  | 備考                        |
| Lyu:Lyu    | Lyu:Lyu                 | Lyu:Lyu                         | Lyu:Lyu | Lyu:Lyu                     |
| ---------- | ----------------------- | ------------------------------- | ------- | --------------------------- |
| 2010/08/05 | 鴨志田毅                | カッターナイフと冷たい夜        | 30万    | 出演:山本彩乃               |
| 2010/09/08 | 岡田重人                | 暁                              |         |                             |
| 2011/06/30 | 糸切                    | 文学少年の憂鬱                  | 82万    |                             |
| 2012/05/09 | 山本暁                  | アノニマス                      | 50万    | 出演:神崎詩織               |
| 2013/02/21 | 山本暁                  | 回転                            | 20万    |                             |
| 2013/03/01 |                         | 黒煙                            | 20万    |                             |
| 2013/09/03 | 山本暁                  | Seeds                           | 20万    |                             |
| 2013/09/06 | Patrick Meaney          | Seeds（CYBORG 009 USA EDITION） |         |                             |
| 2014/04/14 | 直                      | メシア                          | 90万    | 出演:相楽樹                 |
| 2014/09/24 | 直                      | ディストーテッド・アガペー      | 20万    |                             |
| CIVILIAN   |                         |                                 |         |                             |
| 2016/07/18 | 直                      | Bake no kawa                    | 10万    |                             |
| 2016/10/27 | 久保田はやせ            | 愛/憎                           | 10万    |                             |
| 2017/02/16 | 白石タカヒロ            | 生者ノ行進                      | 10万    |                             |
| 2017/02/24 |                         | サクラノ前夜                    |         | Lyric Video                 |
| 2017/07/18 | 井上強                  | 顔                              | 10万    |                             |
| 2017/10/20 | 島田欣征                | 赫色-akairo-                    | 30万    |                             |
| 2018/07/18 | 島田欣征                | 何度でも                        | 30万    | 出演:白石聖                 |
| 2019/03/07 | Tsutomu Mita            | 僕ラノ承認戦争 feat. majiko     | 30万    |                             |
| 2019/03/13 | 島田欣征                | I feat. まねきケチャ            | 10万    |                             |
| 2020/08/02 | Kazuhiko Hiramaki       | 正解不正解                      | 200万   |                             |
| 2021/03/14 | 松永つぐみ              | 千夜想歌                        | 40万    | 出演:小河原義経・八条院蔵人 |
| 2021/05/09 | ZENITH 直、久保田はやせ | 導                              | 40万    | アート書家：純子堂          |
| 2021/07/07 | サイトウユウマ          | ぜんぶあんたのせい              | 30万    | ILLUSTRATION:沼田ゾンビ     |

### ライブ映像
| 公開日     | タイトル |
| ---------- | -------- |
| 2015/02/23 | 暁       |
| 2015/02/23 | 彗星     |

## タイアップ
| 曲名         | タイアップ                                                                                                  |
| ------------ | --- |
| Seeds        | マンガ『サイボーグ009 USAエディション』イメージソング                                                       |
| Bake no kawa | BSフジ『パーソン・オブ・インタレスト セカンドシーズン』日本版エンディングテーマ                             |
| 愛/憎        | 読売テレビ・日本テレビ系ドラマ『黒い十人の女』主題歌 テレビ東京系『JAPAN COUTDOWN』11月度エンディングテーマ |
| 生者ノ行進   | テレビアニメ『ALL OUT!!』第2クールオープニングテーマ                                                        |
| 赫色-akairo- | テレビアニメ『将国のアルタイル』第2クールオープニングテーマ                                                 |
| 何度でも     | ゲーム『スターオーシャン：アナムネシス』第二章『-Twin Eclipse-』テーマ                                      |
| 正解不正解   | テレビアニメ『魔王学院の不適合者 〜史上最強の魔王の始祖、転生して子孫たちの学校へ通う〜』オープニングテーマ |
| 千夜想歌     | テレビアニメ『魔道祖師』前期オープニングテーマ                                                              |
| 導           | テレビアニメ『魔道祖師』後期オープニングテーマ                                                              |

## 出演

### テレビ
- 2011年07月10日 - テレビ東京系「ドリームクリエイター」
- 2013年07月05日・2014年07月18日 - テレビ東京系「超流派」
- 2013年09月04日・11日・18日 - テレビ東京系「ロック兄弟」
- 2014年10月10日 - テレビ東京系「音流〜On Ryu〜」

以下、CIVILIAN名義
- 2016年11月22日 - フジテレビ系「魁!ミュージック」
- 2017年02月17日 - 日本テレビ系「バズリズム」

### ラジオ
- 2017年07月07日～ - ZIP FM「TALKING CIVILIANS」

## 主なライブ

### 共同企画
- 2010年05月16日 - GOOD ON THE REEL×Lyu:Lyu共同企画「Ambivalentsの法則」
w/GOOD ON THE REEL/the storefront/jimmyhat/SHIT HAPPENING

### ニコニコ生放送
- 2010年11月24日 - mF247 presents“m99m”Live #4
- 2011年02月20日 - "Lyu:Lyu"スタジオリハーサル公開生放送
- 2011年06月19日 - 『Lyu:Lyu presents INCIDENT619 vol.1』生中継
- 2013年02月21日 - Lyu:Lyu最新アルバム初公開生放送
- 2013年09月14日 - ナノウ／Lyu:Lyu CD発売記念 新曲初出し&初演奏生放送
- 2014年05月07日 - ロック兄弟 ♯96
- 2014年05月22日 - 木曜ニコラジ
- 2014年07月23日 - ロック兄弟 #103
- 2014年09月24日 - ロック兄弟 #108
- 2016年08月02日 - Lyu:Lyu presents INCIDENT619 vol.10 "Lyu:Lyu → CIVILIAN"独占生中継
- 2016年08月10日 - ロック兄弟#153
- 2016年11月16日 - ロック兄弟#160
- 2017年03月08日 - ロック兄弟#167
- 2017年07月19日 - ロック兄弟#177
- 2017年11月08日 - ロック兄弟#184
- 2018年08月22日 - ロック兄弟#199
- 2019年03月13日 - ロック兄弟#207
- 2019年06月26日 - ロック兄弟#211
- 2020年04月04日 - STAR OCEAN × VALKYRIE PROFILE Anniversary Fes 2020 ～星海祭～

### インタビュー
- M-BUG(2013年6月)
- ぴあ関西版WEB (2013年8月2日)(2016年10月4日)
- ナタリー(2014年5月)
- Skream!(2014年5月)
- ETMG MUSIC (2016年11月24日) (2017年3月1日)
- Optimanotes(2017年3月)